# شيت كودز
شيت كودز (بالإنجليزية: cheat codes)‏ فرقة دي جي أمريكية مختصة في الموسيقى إلكترونية ،أنشأت سنة 2014 في لوس أنجلس،كاليفورنيا (بالإنجليزية: los Angeles, California)‏ وتتكون من كل "تريفور داهل" (بالإنجليزية: Trevor Dahl)‏ و "ماثيو روسيل" (بالإنجليزية: Mathew russiel)‏ و "كفي" (بالإنجليزية: kevi)‏.أنتج الفريق عددا من الأغاني منذ نشأته أهمها "(بالإنجليزية: sex)‏ المستوحات من أغنية (بالإنجليزية: let's talk about sex)‏ للمغني (بالإنجليزية: salt_N_pop)‏ و أغنية "لا وعود "(2017)(بالإنجليزية: no promises)‏ مع المغنية المعروفة " ديمي لوفاتو" (بالإنجليزية: demi lovato)‏ و إحتلت الأخيرة المرتبة 51 في ترتيب أغاني الولايات المتحدة بيلبورد هوت 100.

## روابط خارجية
- شيت كودز على موقع ميوزك برينز (الإنجليزية)
- شيت كودز على موقع أول ميوزيك (الإنجليزية)
- شيت كودز على موقع ديسكوغز (الإنجليزية)